# Luchthaven Stockholm-Skavsta
Luchthaven Stockholm-Skavsta (Zweeds: Stockholm-Skavsta flygplats, IATA: NYO, ICAO: ESKN) is een internationale luchthaven in Nyköping, op 100 km ten zuiden van Stockholm. Deze luchthaven dient goedkope luchtvaartmaatschappijen en vrachtexploitanten. Stockholm-Skavsta Airport is met ca. 2,0 miljoen passagiers per jaar de op een na grootste luchthaven van Stockholm en de op twee na grootste van Zweden.

## Geschiedenis
De luchthaven werd in 1940 als een militair vliegveld (F 11 Nyköping) opgericht en werd in 1984 een burgerlijke luchthaven. In 1997 kreeg de luchthaven haar eerste internationale route naar Londen Stansted met Ryanair. In 2003 opende Ryanair een hub op Stockholm-Skavsta met 6 nieuwe routes. Daarna opende Wizzair routes naar Oost-Europa. Tijdens een korte periode in 2005 vloog Finnair van Boston naar Helsinki met een stop op Skavsta, maar de luchtvaartmaatschappij heeft de route verplaatst naar het grotere Stockholm-Arlanda. In mei 2006 begon Fritidsresor chartervluchten vanaf de luchthaven.
Ryanair voert vanuit Nederland vluchten uit tussen Eindhoven Airport en Luchthaven Stockholm-Skavsta. Tevens heeft gedurende één seizoen transavia.com een lijndienst onderhouden vanaf Rotterdam The Hague Airport. Deze lijndienst, is ondanks het gebleken succes, verlaten ten gunste van de route naar Luchthaven Berlin-Tegel. Een eventuele terugkeer van Transavia naar Stockholm-Skavsta wordt onderzocht.

## Aansluitend vervoer
- Autoverhuur
  - Autoverhuur is beschikbaar van Avis, Europcar, Hertz en Sixt.
- Bus
  - Er zijn enkele routes naar Stockholm (Flygbussarna) en andere plaatsen.
- Trein
  - Het plaatselijke treinstation in Nyköping is 7 km verderop dat met de lokale buslijn 515 te bereiken is[1].